# Garikoitz Bravo
Pour les articles homonymes, voir Bravo.
Garikoitz Bravo Oiarbide, né le 31 juillet 1989 à Lazcano, est un coureur cycliste espagnol.

## Biographie
En 2011, il termine meilleur grimpeur du Tour de l'Avenir.
Il met un terme à sa carrière cycliste à l'issue de la saison 2021.

## Palmarès et classements mondiaux

### Palmarès
- 2005
  - 2e du championnat d'Espagne de poursuite cadets
- 2008
  - Andra Mari Sari Nagusia
  - 1re étape de la Bizkaiko Bira (es)
  - 2e du Pentekostes Saria
  - 2e du championnat du Guipuscoa du contre-la-montre espoirs
  - 2e de la Leintz Bailarari Itzulia
  - 3e du Mémorial Gervais
  - 3e du Mémorial José María Anza
  - 3e du Premio San Pedro
- 2009
  - Champion du Pays basque du contre-la-montre espoirs
  - Champion du Guipuscoa du contre-la-montre espoirs (Mémorial Gervais)
  - Subida a Altzo
  - Andra Mari Sari Nagusia
  - 2e de la Subida a Gorla
  - 2e du championnat d'Espagne du contre-la-montre espoirs
  - 3e de l'Insalus Saria
  - 3e du Laukizko Udala Saria
- 2013
  - 10e du Tour de Pékin

### Résultats sur les grands tours

#### Tour d'Espagne
1 participation
- 2018 : 116e

### Classements mondiaux
| Année                                 | 2012 | 2013 | 2014  | 2015 | 2016 | 2017 | 2018 | 2019 | 2020  | 2021  |
| ------------------------------------- | ---- | ---- | ----- | ---- | ---- | ---- | ---- | ---- | ----- | ----- |
| UCI World Tour                        |      | 170e |       |      | nc   | nc   | nc   |      |       |       |
| Classement mondial                    |      |      |       |      | 306e | 443e | 514e | 685e | 1685e | 1390e |
| UCI Europe Tour                       | 756e |      | 1014e | 414e | 137e | 231e | 347e | 505e | 1251e | 989e  |
|                                       |      |      |       |      |      |      |      |      |       |       |
| Légende : nc = non classéSource : UCI |      |      |       |      |      |      |      |      |       |       |